# Hermias (ministre)
Pour les articles homonymes, voir Hermias.
Hermias (en grec ancien Ἑρμίας / Hermias) est un ministre ou vizir, littéralement « préposé aux affaires » (epi tôn pragmatôn), de Séleucos III puis d'Antiochos III. Ambitionnant de régenter le royaume, il est exécuté sur ordre du roi en 220 av. J.-C.

## Biographie

### Ministre des rois séleucides
La tradition issue de Polybe, qui suit ici une source inconnue, présente Hermias sous un jour très sombre : il serait haï par le peuple comme par les élites dirigeantes. Grec originaire de Carie, Hermias s'est élevé pour devenir le favori de Séleucos III, voire avant lui de Séleucos II, qui le désigne « préposé aux affaires » (epi tôn pragmatôn), la plus haute fonction de la hiérarchie aulique. Il est chargé des affaires de la cour quand le roi part en Anatolie mener la guerre contre Attale Ier de Pergame. À la mort de Séleucos III en 223, il conserve son poste auprès d'Antiochos III. Il profite de la jeunesse du roi pour le subjuguer et le pousser contre certains hauts dignitaires de la cour, membres du Conseil (Synedrion). Il cherche en effet à centraliser à son profit l'administration du royaume aux dépens des gouverneurs et des satrapes. Les rébellions qui vont dès lors apparaitre semblent donc davantage diriger contre le vizir que contre le roi.

### Hermias face aux séditions
En 222 av. J.-C., très peu de temps après l'avènement d’Antiochos III, Molon, gouverneur général des Hautes satrapies (dont la Perside et la Médie), ainsi que son frère Alexandre, se rebellent. Les raisons invoquées par Polybe seraient leur crainte face à l’influence prise par Hermias ainsi que la volonté de se rapprocher d'Achaios II, gouverneur des provinces d'Anatolie que l'armée a tenté de mettre sur le trône après la mort de Séleucos III. Or Hermias conseille au roi d'attaquer sans délai la Cœlé-Syrie et de confier la répression contre Molon à deux stratèges, montrant que sa politique vise avant tout à éloigner le roi des affaires d'Orient et à favoriser les affaires de Syrie, c'est-à-dire son propre domaine, par rapport à celles d'Anatolie et des Hautes satrapies. Mais les deux stratèges sont rapidement vaincus ; Antiochos suspend donc les opérations contre Ptolémée III. Hermias obtient une nouvelle fois gain de cause en incitant le roi à envoyer un autre stratège contre Molon. L'expédition de Cœlé-Syrie, mal préparée, se solde en tout cas par un échec face aux puissantes défenses lagides au printemps 221. Entre-temps, Molon remporte la bataille contre le stratège royal et occupe Séleucie du Tigre. Il aurait pris prendre le titre royal car il estime qu'Antiochos III n'est qu'une marionnette entre les mains d'Hermias.

### La chute d'Hermias
En 221 av. J.-C., la situation s'avère difficile pour Antiochos III. Le stratège Épigénès, adversaire d'Hermias, obtient que le roi marche contre Molon plutôt que de s'obstiner contre les Lagides en Cœlé-Syrie. Hermias parvient par une manœuvre à obtenir la destitution du stratège, pour ensuite le faire assassiner après le départ de l'armée royale, prétextant une collusion avec Molon. Les opérations menées en Mésopotamie sous la direction d'Antiochos III et de Zeuxis sont un succès : Molon, vaincu, se suicide. Après avoir ordonné la crucifixion de la dépouille de Molon, Hermias se montre implacable envers les soutiens de Molon : les membres de l'assemblée des Anciens (les péliganes) de Séleucie du Tigre sont exilés. Contre l'avis de son vizir, Antiochos III fait preuve de clémence envers les rebelles et ramène l'amende prévue de 1 000 talents à 150 talents. 
Au printemps 220, le roi décide de mener une expédition contre Artabazane prince d'Atropatène qui s'est rallié à Molon. Une fois encore Hermias s'oppose à cette expédition, préférant que le roi marche contre la Cœlé-Syrie. Mais une nouvelle vient changer la donne : la naissance d'un prince héritier, Antiochos le Jeune. La perspective de la mort d'Antiochos dans une pays peuplé d'une « population nombreuse et guerrière » ouvre de nouveaux horizons à Hermias qui peut escompter devenir un régent tout puissant. Mais cette possibilité tourne court : Artabazane, déjà fort âgé, traite avec Antiochos III sans même combattre. Dès lors la méfiance du roi envers son vizir omnipotent se fait croissante. Il est finalement averti d'un complot par Apollophane, son médecin personnel. Ne pouvant, ou n'osant, pas le révoquer, il fait assassiner Hermias lors d'une promenade ; ce qui lui assure une grande popularité parmi ses sujets. Polybe estime son sort clément.

### Sources antiques
- Polybe, Histoires [détail des éditions] [lire en ligne], V.